# Hypena albisigna
Hypena albisigna là một loài bướm đêm trong họ Erebidae.